# Швадченко, Варвара Никитична
Варвара Никитична (Никитишна) Толстикова (Швадченко) (1926—1997) — советский передовик производства в сельском хозяйстве. Кандидат сельскохозяйственных наук (1966). Герой Социалистического Труда (1948).

## Биография
Родилась 17 декабря 1926 года в селе Убей, Новосёловского района, Красноярского края в крестьянской семье.
Работала с 1936 года — в десятилетнем возрасте стала «тысячницей» — навязала две тысячи снопов пшеницы. С 1941 года после окончания семилетней школы в годы Великой Отечественной войны работала учётчицей в тракторном парке, а затем — звеньевой колхоза «Заря» Новосёловского района.
В 1947 году руководимое В. Н. Швадченко звено получило урожай пшеницы 32,5 центнера с гектара на площади 8 гектаров.
10 апреля 1948 года Указом Президиума Верховного Совета СССР «за получение высоких урожаев пшеницы при выполнении колхозом обязательных поставок и натуроплаты за работу МТС в 1947 году и засыпке семенных фондов по зерновым культурам в размере полной потребности для весеннего сева 1948 года» Варвара Никитична Швадченко (Толстикова) была удостоена звания Героя Социалистического Труда с вручением Ордена Ленина и золотой медали «Серп и Молот».
С 1949 по 1952 годы обучалась в Красноярской краевой агрономической трёхгодичной школе в городе Уяр, после окончания которого с отличием работала — старшим агрономом в отделе семеноводства Красноярского краевого управления сельского хозяйства и заготовок. С 1952 по 1953 годы — старший агроном по пропаганде Нижнеилимского районного сельскохозяйственного отдела Иркутской области. С 1953 по 1955 годы — старший экономист-плановик при плановом отделе Нижнеилимского райисполкома. С 1955 по 1956 годы — заведующий сектором кадров при председателе Нижне-Илимского райисполкома.
С 1957 по 1966 годы — старший лаборант, с 1966 года — ассистент Красноярского сельскохозяйственного института. С 1962 по 1966 годы училась в аспирантуре, где защитила кандидатскую диссертацию по птицеводству на тему: «реконструкция Берёзовской птицефабрики». С 1966 по 1989 годы — проректор Красноярского сельскохозяйственного института по повышению квалификации руководителей и специалистов сельского хозяйства. С 1989 по 1993 годы — доцент кафедры технологии переработки продукции животноводства КСХИ.
Помимо основной деятельности В. Н. Швадченко избиралась членом ЦК ВЛКСМ, членом комитета советских женщин, краевого комитета защиты мира, в 1954 году — делегатом XII съезда ВЛКСМ, депутатом Красноярского городского Совета депутатов трудящихся.
С 1993 года на пенсии. Умерла 18 сентября 1997 года в городе Красноярске.

## Награды
- Медаль «Серп и Молот» (10.04.1948)
- Орден Ленина (10.04.1948)
- Медаль «За доблестный труд в Великой Отечественной войне 1941—1945 гг.» (1948)
- Бронзовая Медаль ВДНХ СССР (1968)